# پی‌ال‌زد-۱۲۶
پی‌ال‌زد-۱۲۶ (به انگلیسی: PZL-126_Mrówka) یک هواگرد ملخ‌پیشین تک‌موتوره از نوع سم پاش ساخت شرکت WSK-PZL است. هواگرد پی‌ال‌زد-۱۲۶ نخستین پروازش را در ۲۰ آوریل ۱۹۹۰ میلادی انجام داد.